# Neoherminia phanasgalis
Neoherminia phanasgalis är en fjärilsart som beskrevs av Walker 1859. Neoherminia phanasgalis ingår i släktet Neoherminia och familjen nattflyn. Inga underarter finns listade i Catalogue of Life.